# Castellet (Piera)
|  | Aquest article tracta sobre el cim al terme de Piera. Si cerqueu l'edifici al terme de Piera, vegeu «Castell de Castellet (El Bedorc)». |

El Castellet és una muntanya de 361 metres que es troba entre els municipis de Vallbona d'Anoia, Piera i Cabrera d'Anoia, a la comarca de l'Anoia.